# El Desierto de Sonora
El Desierto de Sonora es una localidad tipo congregación del municipio de General Plutarco Elías Calles ubicado en el norte del estado mexicano de Sonora, en la zona del gran desierto de Altar. La congregación en la segunda localidad más habitada del municipio, sólo después de la ciudad fronteriza de Sonoyta. ya que según los datos del Censo de Población y Vivienda realizado en 2010 por el Instituto Nacional de Estadística y Geografía (INEGI), El Desierto de Sonora tiene un total de 1,188 habitantes. Fue fundado en los años 1960.

## Geografía
El Desierto de Sonora se sitúa en las coordenadas geográficas 27°5′25″ de latitud norte y 109°27′54″ de longitud oeste del meridiano de Greenwich, a una elevación de 442 metros sobre el nivel del mar.